# إشلواطن (إغزران)
إشلواطن هي إحدى مشيخات المملكة المغربية، تتبع جغرافيا لإقليم صفرو وإداريًا لإغزران. يقدر عدد سكانها بـ 2437 نسمة حسب الإحصاء الرسمي للسكان والسكنى لسنة 2004.